# Peinture de l'Investiture
On appelle Peinture de l'Investiture une grande peinture murale à la détrempe découverte dans le Palais royal de Mari, dans le sud-est de l'actuelle Syrie. L'œuvre, qui date du XVIIIe siècle av. J.-C., dépeint un roi de Mari (Zimri-Lim ?) recevant les symboles du pouvoir (un anneau et un sceptre) de la part de la déesse Ishtar. Elle a été découverte par l'archéologue français André Parrot en 1935-1936, sur un mur situé à l'opposé de la grande porte sur le podium soutenant la chambre du trône et est aujourd'hui exposée au Musée du Louvre à Paris.

## Description
La peinture est composée de trois panneaux verticaux organisés symétriquement, avec deux panneaux latéraux entourant un grand panneau central. Le panneau du milieu est divisé horizontalement en deux rectangles découpés par six lignes parallèles de différentes couleurs. La symétrie de la peinture facilite la reconstruction des parties endommagées sur le panneau de gauche.
La peinture est faite pour refléter l'architecture réelle du palais dans lequel la peinture murale a été localisée. Le registre inférieur du panneau du milieu représente la salle du podium dans lequel le corps d'une statue de déesse ressemblant à la déesse Lama représentée dans la peinture murale a été découvert. La statue avait un vase d'où de l'eau coulait. La salle du podium s'ouvre sur la salle du trône, où l'investiture a lieu. Les palmiers représentés dans les panneaux latéraux représentent les arbres qui ont été plantés dans la cour du palais.
Le registre supérieur du panneau du milieu est au centre du mur et dépeint la scène solennelle de l'investiture. Il est composé de cinq personnes se tenant debout contre un fond blanc. Ishtar est dépeinte portant sa couronne divine, avec des armes sortant de ses épaules et une faucille-épée dans sa main gauche, et présente le roi avec les symboles de l'autorité (un anneau et un sceptre). Le roi tend sa main gauche vers la déesse, tandis que sa main droite est placée devant sa bouche dans un symbole de prière. 
De part et d'autre du roi et d'Ishtar se placent la divinité Lama, une déesse mineure de l'intercession en Mésopotamie, portant une coiffe ornée, et sur la droite Ninshubur, le vassal d'Ishtar. 
Le registre inférieur est symétrique et symbolise la fertilité et la prospérité du règne futur de Zimri-Lim. Il montre la déesse Lama répandant l'eau d'un vase rond. Des plantes sont représentées sortant d'un vase, et des poissons nageant dans un ruisseau qui coule.
Les panneaux extérieurs représentent un jardin de palmiers et un autre arbre mythique avec un tronc rouge et des feuilles bleues. La divinité Lama est debout dans le jardin, de chaque côté de la scène centrale, levant les mains en prière. Trois animaux mythiques, un lion, un sphinx et un taureau avec une tête humaine, sont représentés chacun sur une ligne au sol. Les animaux sont placés symétriquement de chaque côté, et sont tournés vers la scène centrale dans la peinture. Des colombes en train de voler, qui symbolisent les aspects pacifiques d'Ishtar, contrebalancent le lion qui symbolise son agressivité.
Les symboles et l'iconographie de la fresque sont souvent comparées aux figures de la Stèle d'Hammurabi.

## Restauration
La fresque a été mal conservée à cause des conditions climatiques de la région et de la destruction du palais lors de l'incendie causé par le sac de la cité par Hammurabi en 1760 av. J.-C. La peinture a subi de nombreuses restaurations, la plupart sont récentes et faites par le Louvre. Le nettoyage a révélé de nombreux détails invisibles auparavant, dont les poissons nageant dans l'eau. Il a aussi restauré une part de la brillance des couleurs de la peinture. 

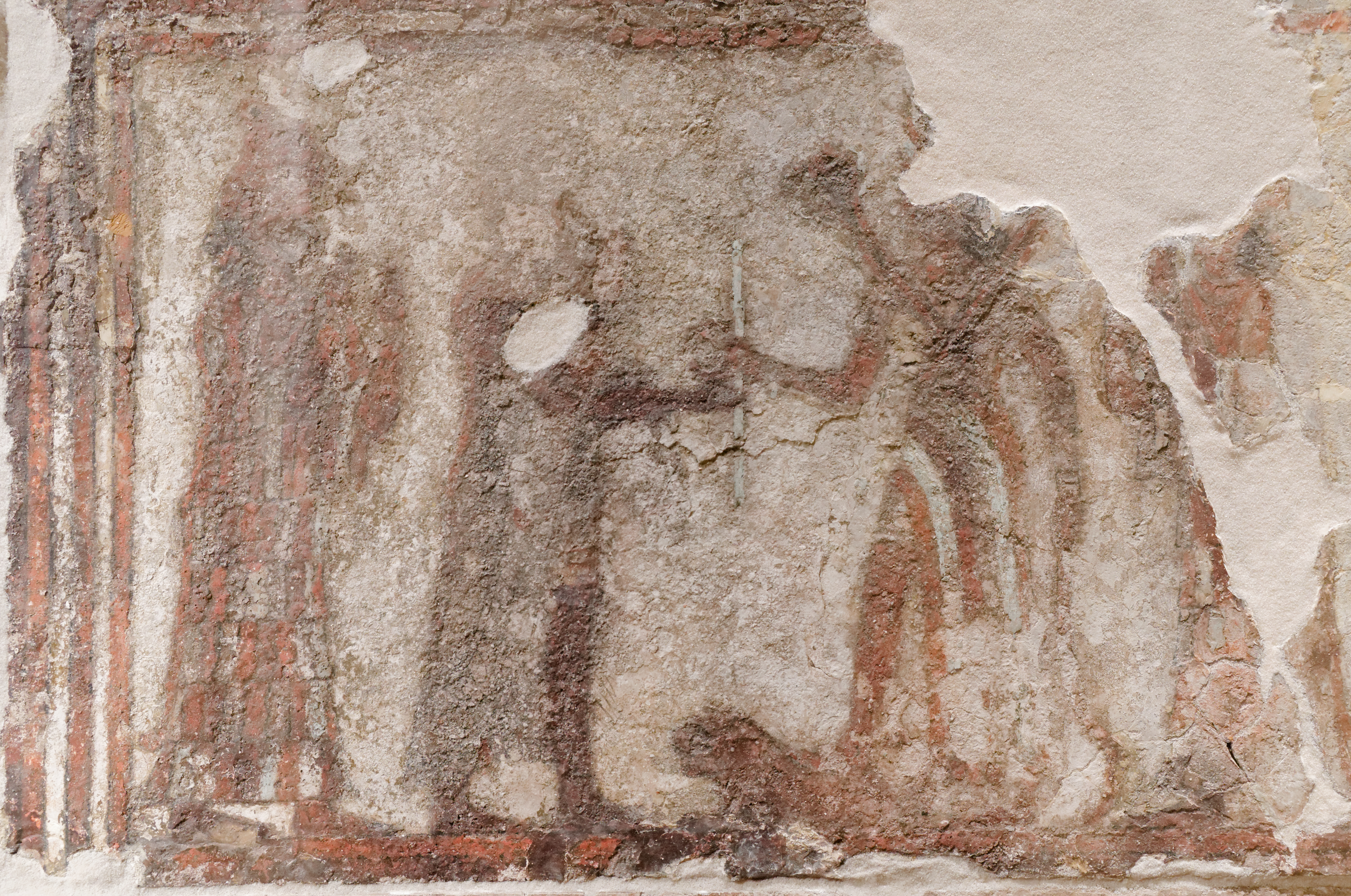
Le panneau central représentant la scène de l'investiture
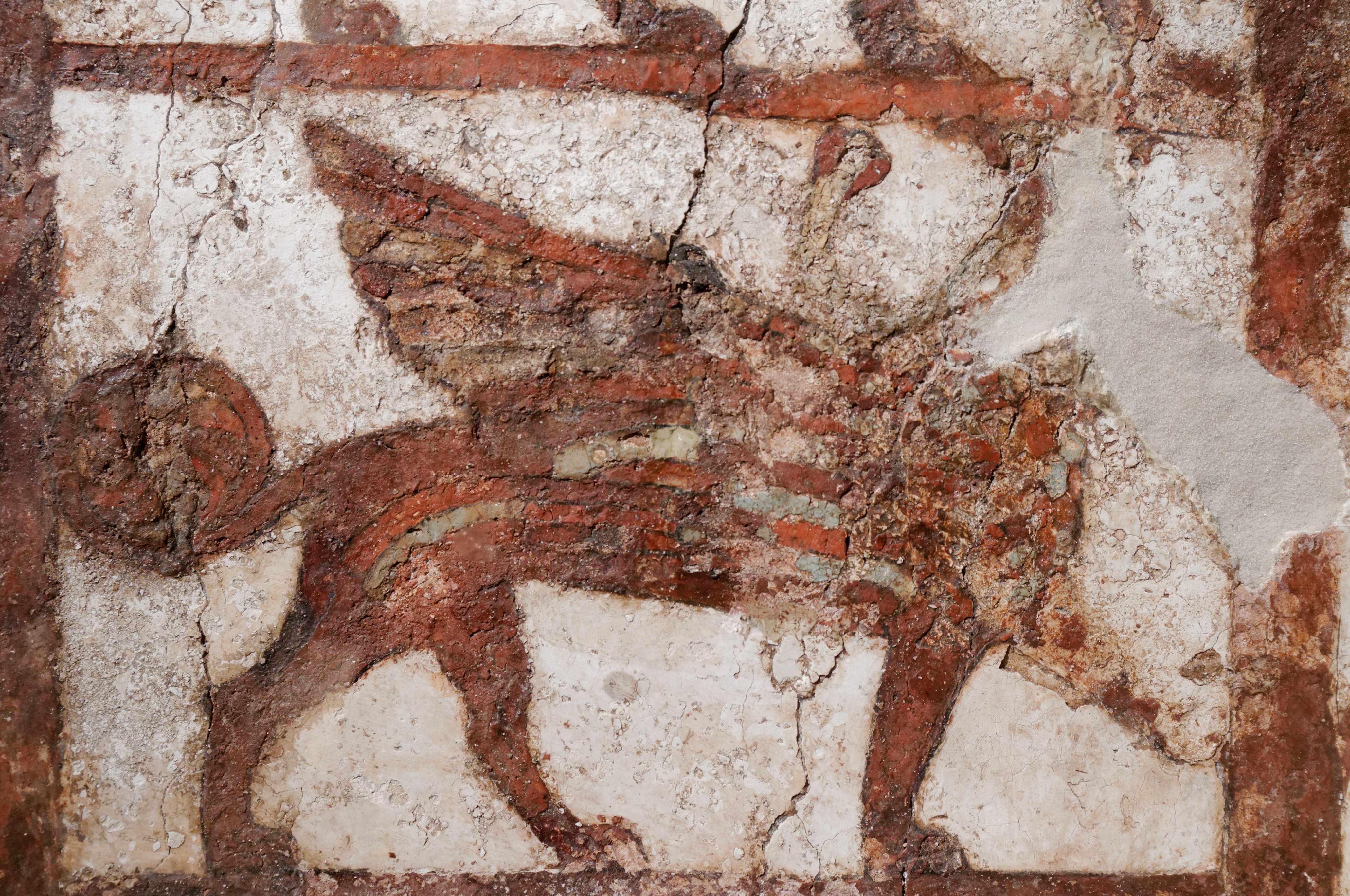
Le lion symbolise l'agressivité d'Ishtar
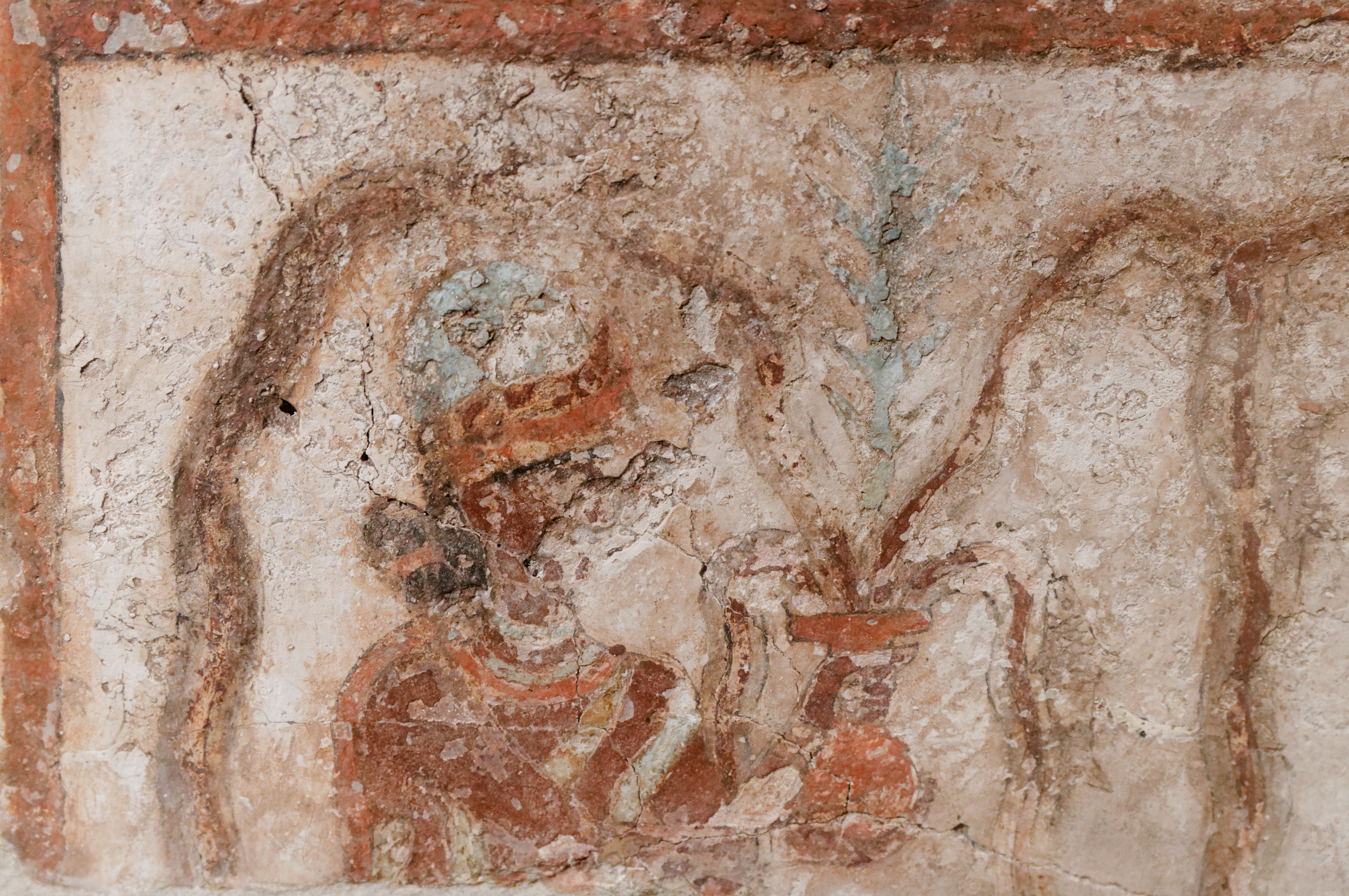
La déesse Lama répandant de l'eau d'un vase rond
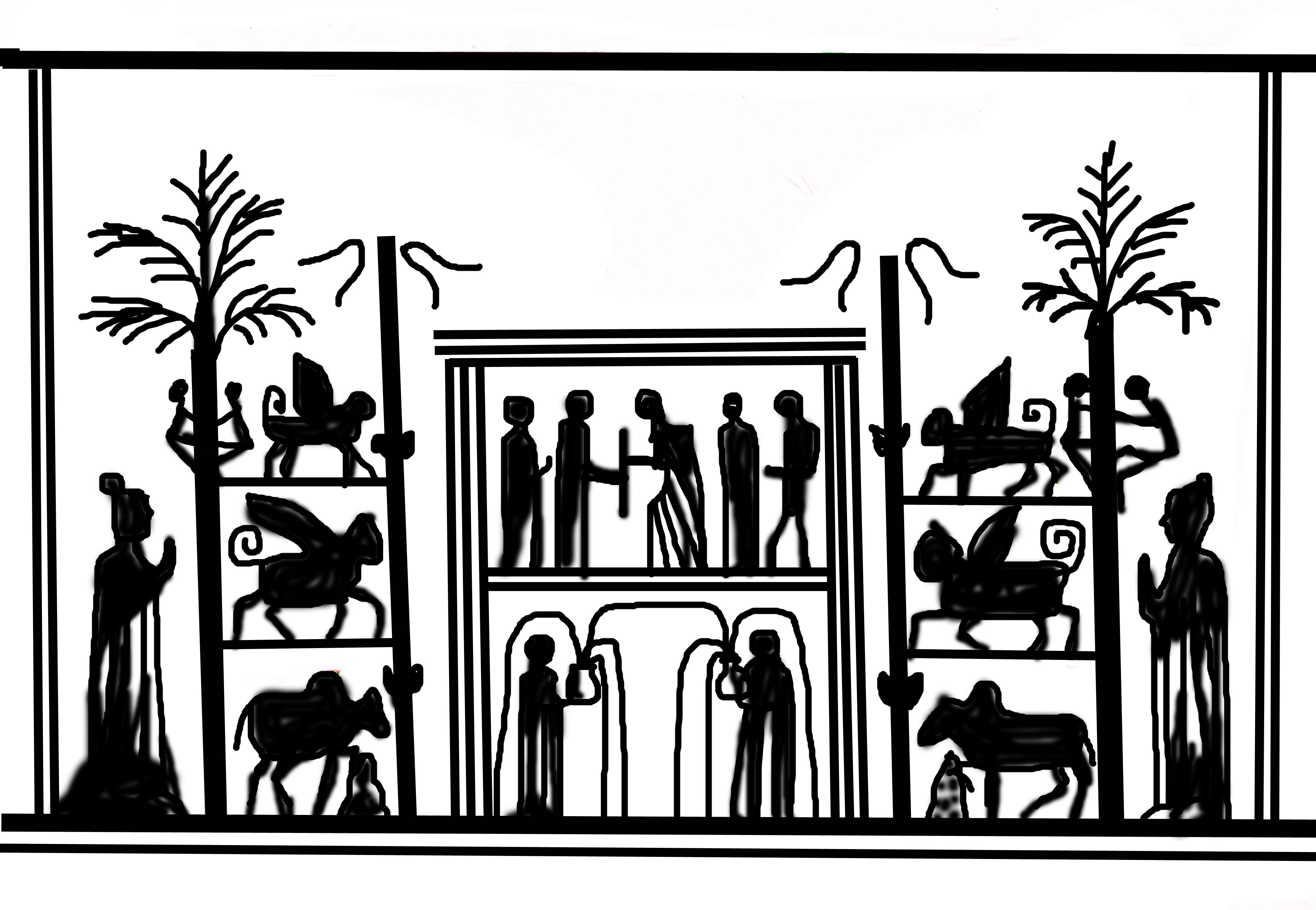
Reconstitution de la fresque